# Ewald Rettberg
Ewald Rettberg (* 7. August 1918 in Voerde; † 1996) war ein deutscher Politiker (SPD). Er war von 1970 bis 1981 Bürgermeister der nordrhein-westfälischen Stadt Ennepetal.

## Leben
Ewald Rettberg ging in Voerde zur Schule. Zur Zeit des Nationalsozialismus wurde er für ein Jahr im obligatorischen Landarbeitsdienst der Deutschen Arbeitsfront in Trendelburg eingesetzt. Vor dem Jahr 1938 arbeitete er bei der Kettentechnik-Firma Wippermann in Hagen. Er war während dieser Zeit Mitglied in der Metallarbeiterjugend. Diese wurde in die Hitlerjugend eingegliedert. Ab 1938 musste er zum Reichsarbeitsdienst, dann zur Wehrmacht. Im Jahr 1945 wurde er aus US-amerikanischer Kriegsgefangenschaft entlassen. Nach dem Krieg arbeitete er für die Westfälische Rundschau und leitete dann eine Agentur der Provinzial-Versicherung in Ennepetal-Milspe.
Ewald Rettberg war verheiratet und hatte einen Sohn. Er starb an den Folgen eines Schlaganfalls.

## Politik
Er wurde am 1. Januar 1946 Mitglied der SPD. Seit 1947 arbeitete er in kommunalpolitischen Ausschüssen, ab 1952 war er Mitglied des Stadtparlaments, dort auch Fraktionsvorsitzender und stellvertretender Bürgermeister. In den 1960er-Jahren war er auch Mitglied des Kreistages des Ennepe-Ruhr-Kreises.

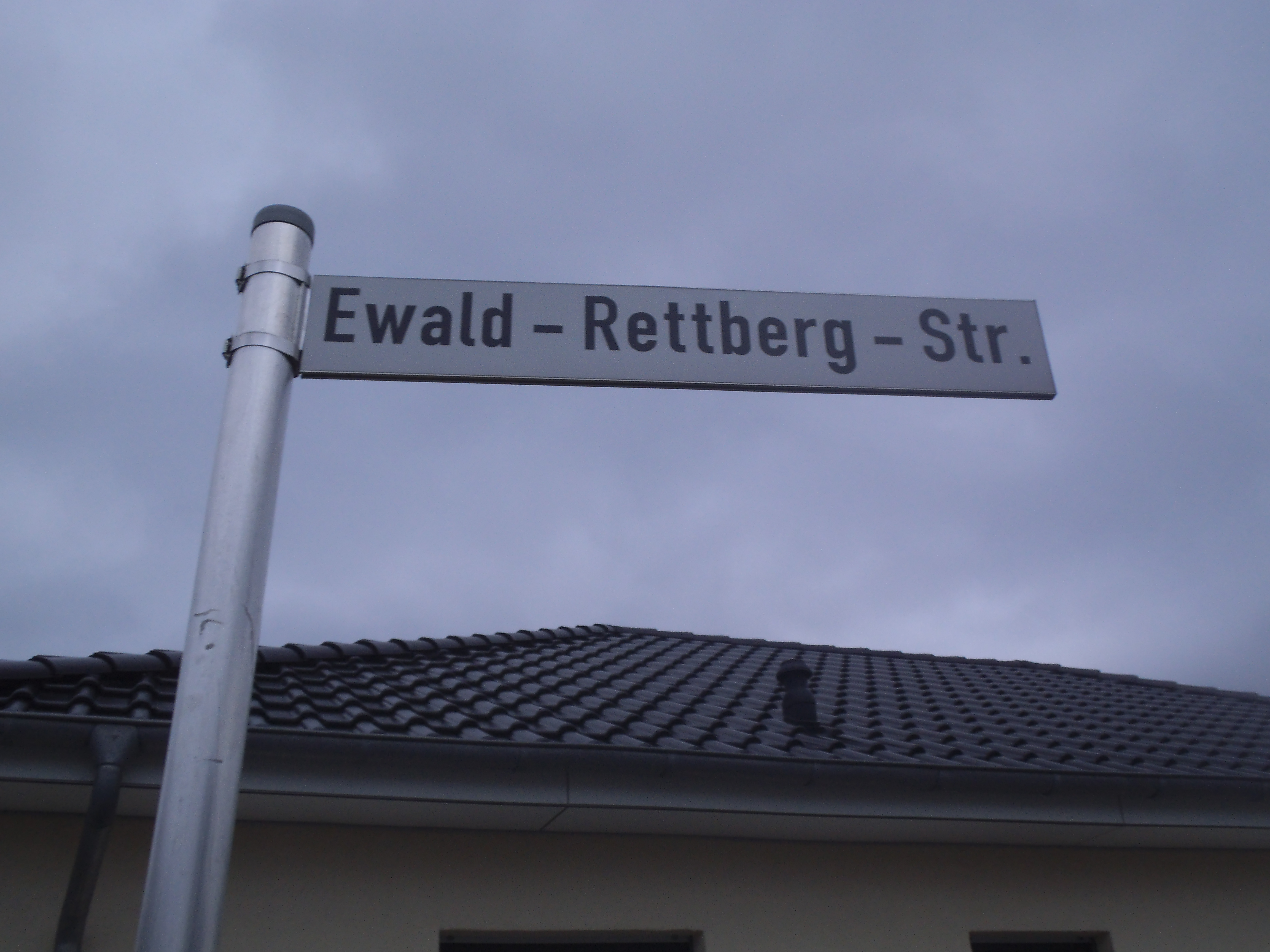
Eine nach Ewald Rettberg benannte Straße in Ennepetal

Im März 1970 wurde er zum Bürgermeister von Ennepetal gewählt, bei einer Wahl, in der die SPD in Ennepetal die absolute Mehrheit hatte. Er übernahm dieses Amt von Walter Sondermann (SPD), der seit dem Jahr 1952 Ennepetaler Bürgermeister gewesen war. Das Amt bekleidete Ewald Rettberg bis 1981. Er wurde von Harald Wolf (SPD) abgelöst.
Ennepetal hatte zu Ewald Rettbergs Amtszeit die höchste Einwohnerzahl der Stadtgeschichte (38.000) erreicht. In diese Zeit fiel der Bau von Umgehungsstraßen, des Veranstaltungszentrums Haus Ennepetal und im Jahr 1973 die Städtepartnerschaft mit der belgischen Stadt Vilvoorde.

## Ehrungen
Ewald Rettberg wurde als Erster zum Ehrennachtwächter der Voerder Kirmes ernannt. Eine Straße in einem Neubaugebiet am oberen Strückerberg des Ennepetaler Ortsteils Büttenberg wurde nach ihm benannt.